# Bentonit

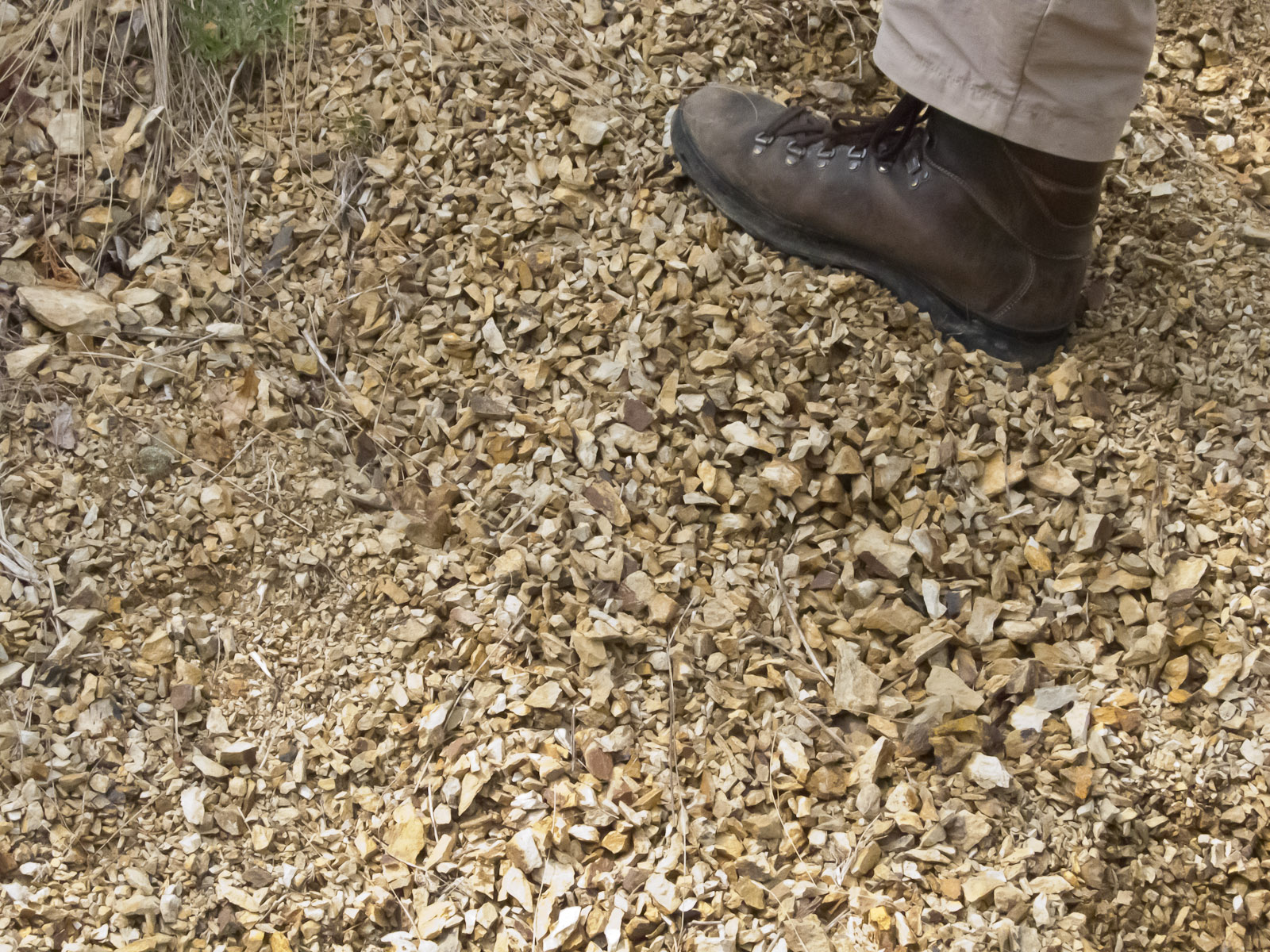
Bentonit tioga, Stany Zjednoczone

Bentonit – osadowa skała ilasta składająca się głównie z montmorylonitu. Przybiera barwę białą, żółtą lub inną. Powstaje w wyniku przeobrażenia szkliwa wulkanicznego z popiołów i tufów wulkanicznych zachodzącego w wodzie morskiej.
Ma silne właściwości adsorpcyjne. Znajduje zastosowanie jako środek oczyszczający i odbarwiający.
Spotykany jest głównie w Rosji i Stanach Zjednoczonych. W Polsce występuje w okolicach Chmielnika (powiat kielecki) i w Karpatach.